# Triathlon-Europameisterschaften 2018
Die Triathlon-Europameisterschaften 2018 wurden vom 9. bis 11. August 2022 in Glasgow (Vereinigtes Königreich) ausgetragen und waren Teil der European Championships 2018 in Berlin und Glasgow. Sie wurden von der European Triathlon Union (ETU) organisiert.

## Medaillengewinner
| Disziplin     | Gold                                                                        | Silber                                                                | Bronze                                                              |
| ------------- | --------------------------------------------------------------------------- | --------------------------------------------------------------------- | ------------------------------------------------------------------- |
| Männer Einzel | Pierre Le Corre                                                             | Fernando Alarza                                                       | Marten Van Riel                                                     |
| Frauen Einzel | Nicola Spirig                                                               | Jessica Learmonth                                                     | Cassandre Beaugrand                                                 |
| Mixed Staffel | FrankreichLéonie Périault Pierre Le Corre Cassandre Beaugrand Dorian Coninx | SchweizLisa Berger Andrea Salvisberg Nicola Spirig Sylvain Fridelance | BelgienClaire Michel Jelle Geens Valerie Barthelemy Marten Van Riel |

## Medaillenspiegel
| Platz  | Land           | Gold | Silber | Bronze | Gesamt |
| ------ | -------------- | ---- | ------ | ------ | ------ |
| 1      | Frankreich     | 2    | 0      | 1      | 3      |
| 2      | Schweiz        | 1    | 1      | 0      | 2      |
| 3      | Großbritannien | 0    | 1      | 0      | 1      |
| 3      | Spanien        | 0    | 1      | 0      | 1      |
| 5      | Belgien        | 0    | 0      | 2      | 2      |
| Gesamt | Gesamt         | 3    | 3      | 3      | 9      |